# Paguristes ortmanni
Paguristes ortmanni is een tienpotigensoort uit de familie van de Diogenidae. De wetenschappelijke naam van de soort is voor het eerst geldig gepubliceerd in 1978 door Miyake.